# Alexandru Vaida-Voevod

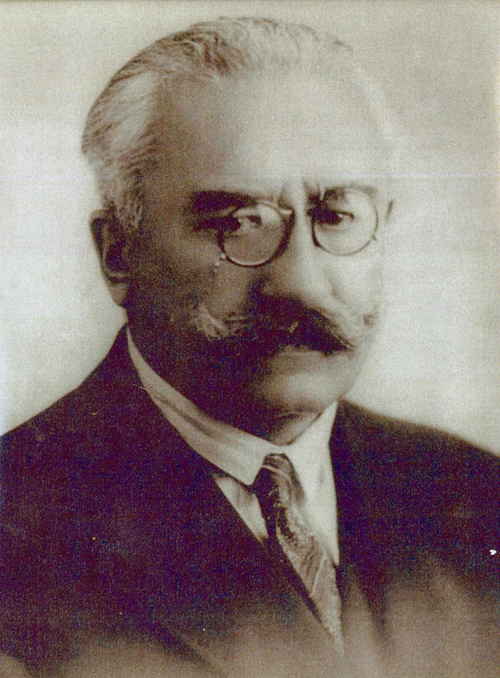
Alexandru Vaida-Voevod

Alexandru Dionisie Vaida-Voevod (* 27. Februar 1872 in Olpret, Großfürstentum Siebenbürgen, Ungarn, heute: Bobâlna, Kreis Cluj, Rumänien; † 19. März 1950 in Sibiu, Rumänien) war ein rumänischer Politiker der Rumänischen Nationalpartei von Ungarn und Siebenbürgen (Partidul Național Român din Ungaria și Transilvania) sowie später der Nationalen Bauernpartei (Partidul Național-Țărănesc), der unter anderem 1919 bis 1920, 1932 und 1933 dreimal Ministerpräsident des Königreichs Rumänien war.

## Leben

### Arzt, Minister und erste Amtszeit als Ministerpräsident 1919 bis 1920
Vaida-Voevod begann nach dem Besuch der Gymnasien in Bistrița und Brașov ein Studium der Medizin an der Universität Wien und ließ sich nach Abschluss des Studiums als Balneologe in Karlsbad nieder. 1906 wurde er für die Rumänische Nationalpartei von Ungarn und Siebenbürgen PNR (Partidul Național Român din Ungaria și Transilvania) zum Mitglied des Ungarischen Reichstages (Magyar Országgyűlés) gewählt, in dem er rasch zu einem der führenden Vertreter der siebenbürgischen Bewegung wurde. Im Oktober 1918 legte er im Ungarischen Reichstag eine Resolution über das Selbstbestimmungsrecht der siebenbürgischen Rumänen vor und wurde nach der Niederlage Österreich-Ungarns im Ersten Weltkrieg am 1. Dezember 1918 Mitglied des Direktionsrates, der Siebenbürgen nach der Vereinigung mit dem Königreich Rumänien verwaltete. Am 17. Dezember 1918 wurde er Minister ohne Geschäftsbereich für Siebenbürgen im fünften Kabinett von Ministerpräsident Ion I. C. Brătianu und bekleidete dieses Amt zwischen dem 27. September und 30. November 1919 auch im darauf folgenden Kabinett von Ministerpräsident Artur Văitoianu. Als solcher nahm er an der Pariser Friedenskonferenz 1919 teil.
Aus den Wahlen vom November 1919 ging die von Iuliu Maniu geführte PNR als stärkste Kraft hervor und erhielt 199 der 474 Sitze in der Abgeordnetenkammer (Adunarea Deputaților). Danach fungierte er zunächst zwischen dem 28. November und dem 1. Dezember 1919 als Präsident der Abgeordnetenkammer. Im Anschluss übernahm Vaida-Voevod am 1. Dezember 1919 von Artur Văitoianu erstmals selbst das Amt als Ministerpräsident (Președinții Consiliului de Miniștri) des Königreichs Rumänien und bekleidete dieses Amt bis zu seiner Ablösung durch Alexandru Averescu am 13. März 1920. In seinem ersten Kabinett übernahm er zugleich zwischen dem 1. Dezember 1919 und dem 13. März 1920 das Amt des Außenministers (Ministru Afacerilor Externe). Während seiner ersten Amtszeit als Ministerpräsident war er maßgeblich für die erfolgreichen Verhandlungen der Vereinigung Bessarabiens mit dem Königreich Rumäniens verantwortlich. 1920 wurde der Anschluss Bessarabiens an Rumänien im Pariser Vertrag von Frankreich, Vereinigten Königreich, Italien und Japan als rechtmäßig anerkannt. Die Vereinigten Staaten hingegen erkannten dies nicht an, kritisierten die Nicht-Einbindung der Sowjetunion in die Verhandlungen und bezeichneten Bessarabien als ein Territorium unter rumänischer Besatzung. Auch die Sowjetunion gab ihren Anspruch auf Bessarabien nicht auf. Zugleich entsandte seine Regierung Interventionstruppen zur Zerschlagung der von Béla Kun geführten kommunistischen Föderativen Ungarischen Sozialistischen Räterepublik. Sein Vorschlag von radikalen Bodenreformmaßnahmen führten letztlich dazu, dass König Ferdinand I. seine Regierung am 13. März 1920 entließ.

### Erneute Amtszeiten als Ministerpräsident 1932 und 1933
Vaida-Voevod, der 1926 Mitglied der neu gegründeten Nationalen Bauernpartei (Partidul Național-Țărănesc) wurde, übernahm zwischen dem 10. November 1928 und dem 7. Juni 1930 den Posten als Innenminister (Ministru de interne) im ersten Kabinett von Ministerpräsident Iuliu Maniu. Am 6. Juni 1932 löste er Nicolae Iorga wiederum als Ministerpräsident ab und bekleidete dieses Amt bis zum 19. Oktober 1932, woraufhin Iuliu Maniu zum dritten Mal Ministerpräsident wurde. In seinem zweiten Kabinett bekleidete er vom 6. Juni 1932 bis zum 10. August 1932 abermals die Posten als Außenminister, Innenminister sowie ferner zwischen dem 6. und dem 9. Juni 1932 als kommissarischer Minister für Arbeit, Gesundheit und soziale Wohlfahrt (Ministru al Muncii, Sănătății și Ocrotirii Sociale). In seinem dritten Kabinett war er vom 11. August bis zum 19. Oktober 1932 weiterhin Außenminister.
Als Nachfolger von Iuliu Maniu wurde Vaida-Voevod schließlich am 14. Januar 1933 zum dritten Mal Ministerpräsident und bekleidete das Amt bis zu seiner Ablösung durch Ion G. Duca am 13. November 1933. In seinem vierten Kabinett hatte er vom 14. Juni bis zum 13. November 1933 zugleich das Amt als Minister für Industrie und Handel (Ministru al Industriei și Comerțului) inne. Seine letzte Amtszeit als Ministerpräsident war geprägt von weitverbreiteten Arbeiterunruhen und wachsenden faschistischen Aktivitäten der Eisernen Garde (Garda de Fier). Nach seiner Entlassung als Ministerpräsident wurde er selbst zunehmend nationalistisch und trat 1935 aus der Nationalen Bauernpartei aus, um die semifaschistische Rumänische Front (Frontul Românesc) zu gründen. Später trat er der König Karl II. unterstützenden Front der nationalen Wiedergeburt FRN (Frontul Renașterii Naționale) bei, deren Präsident er wurde. Vom König wurde er 1938 in den Kronrat berufen. Zuletzt war er vom 9. Juni 1939 bis zum 5. September 1940 abermals Präsident der Abgeordnetenkammer.

## Veröffentlichungen
- În luptele noastre naționale, 1904
- Mangra, Tisza și Tribuna, Brașov, 1911
- Jos Austria perfidă, Wien, 1913
- Déclaration ministerielle, Paris, 1920
- Problema frontierelor românești, 1924
- Cuvântare către națiunea română, 1937
- Din vremuri grele, 1943
- Memorii, 4 Bände, Herausgeber Alexandru Șerban, 1994–1997